# 黃金色
黃金色（1534年—1609年），字鍊之，晚年更字九成，浙江杭州府錢塘縣民籍，直隸徽州府休寧縣人，明朝政治人物。

## 生平
年十三入山寺读书，嘉靖三十年辛亥（1551年），督学方山薛應旂拔为高等，补府学生员。三十六年移居天真书院，從錢德洪、王畿二人游。隆慶元年（1567年）丁卯科浙江鄉試第三十五名舉人，隆慶二年（1568年）聯捷戊辰科會試第二百二名，第三甲第一百三十四名進士。觀政禮部，授福建晋江知縣，隆庆四年因父亲去世辞官归乡。六年除補江西德興知縣，立義田義倉，废除幼丁徭役，严禁民间溺女婴。任满，萬曆三年（1575年）升南京工部主事，督修應天貢院，修筑泗州河堤，以防水患，又修南京承天門，受到皇帝奖赏。萬曆八年监铸铜钱，为給事中傅作舟弹劾铸錢薄恶，被革职。萬曆十一年復职，起補南京禮部祠祭司主事，十三年疏陈六事，忤權貴，疏乞养病。十八年起南刑部陕西司，尋轉四川司郎中，二十二年正月升廣西驿传道参议兼佥事，提调本省鄉試，二十三年奉表入賀，回去時游览泰山、灵岩、九华等地名胜。二十五年署右江守巡二道，三月後称病致仕。萬曆三十七年正月四日卒，年七十六。

## 家族
曾祖黃復祥；祖父黃禮；父黃賜璋，壽官。母符氏。具慶下。兄黃尚色，弟黃中色、黃正色。